# Lachnocnema delegorguei
Lachnocnema delegorguei är en fjärilsart som beskrevs av Jean Baptiste Boisduval 1847. Lachnocnema delegorguei ingår i släktet Lachnocnema och familjen juvelvingar. Inga underarter finns listade i Catalogue of Life.